# Biomasseheizkraftwerk Mödling

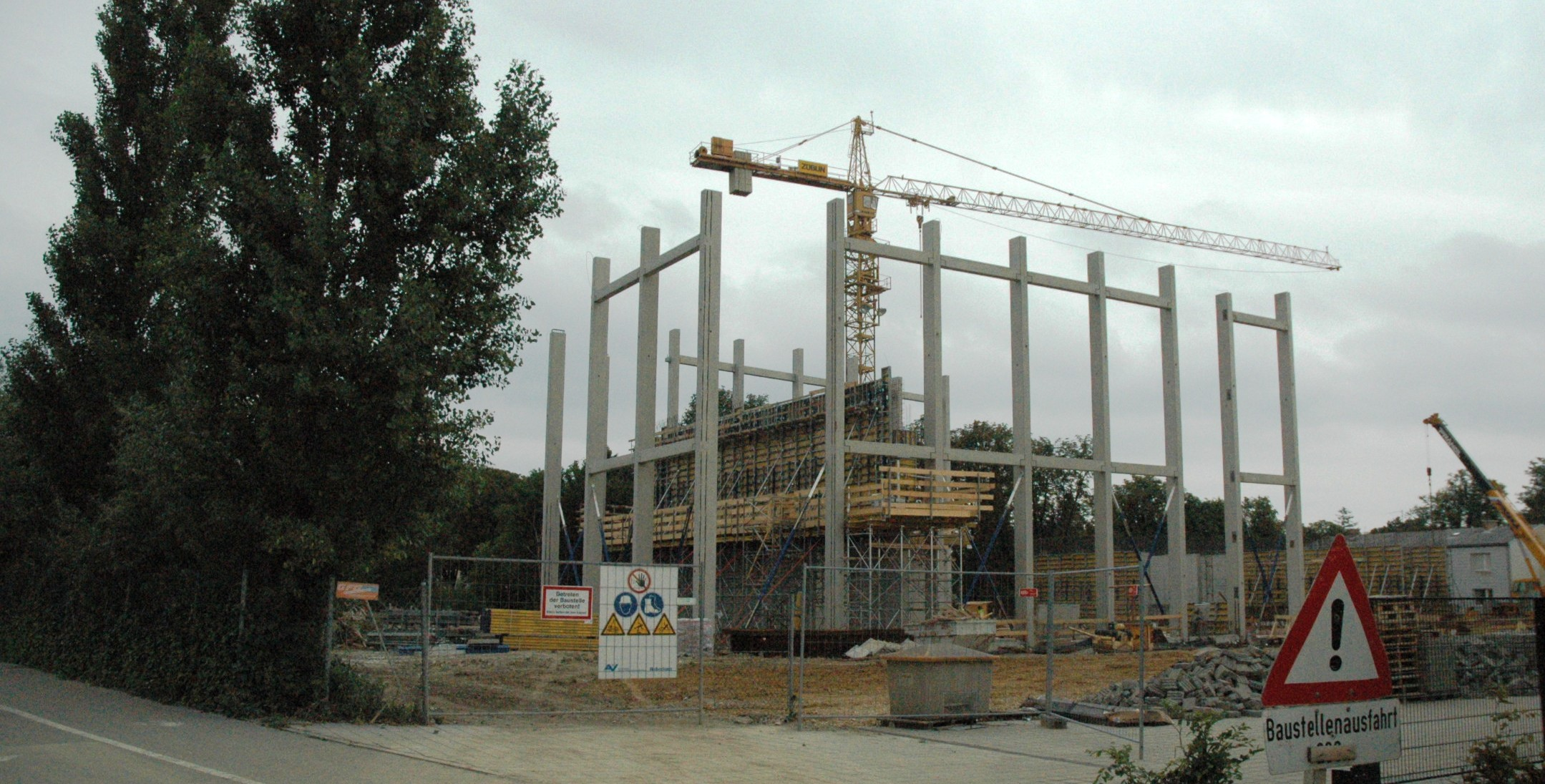
Bau des Biomasseheizkraftwerkes Mödling

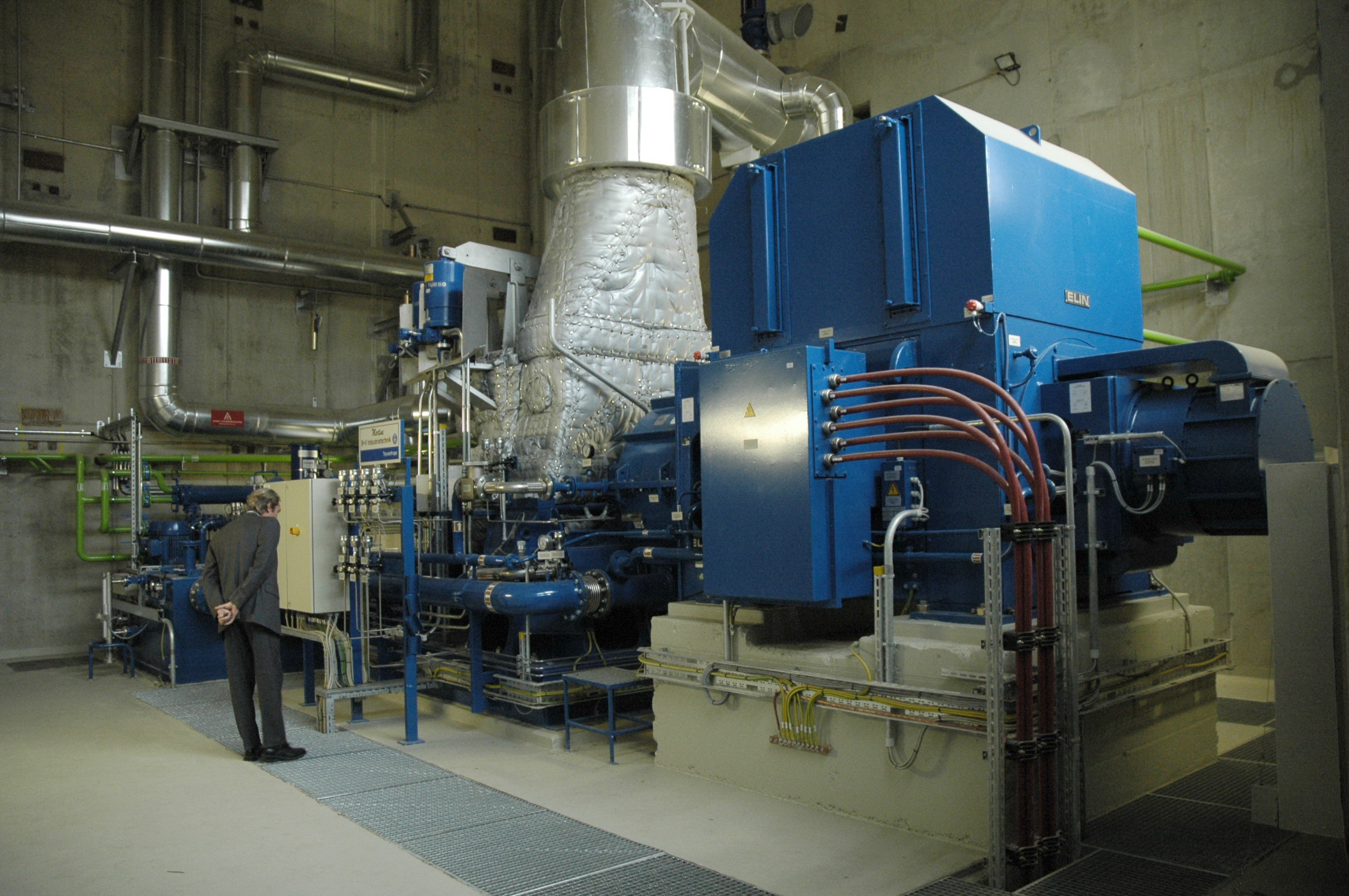
Dampfturbine des Biomasseheizkraftwerkes Mödling. Baujahr 2006, Leistung 5.000 kW, Drehzahl des Läufers 12.000/min

Das Biomasseheizkraftwerk Mödling versorgt das Fernwärmenetz des Großraums Mödling mit den Gemeinden Mödling, Wiener Neudorf, Maria Enzersdorf, Brunn am Gebirge und Vösendorf und wird von der EVN Wärme betrieben.

## Geschichte
Ende der 50er Jahre beschlossen die NEWAG und die NIOGAS, ein eigenes Hauptgebäude in Maria Enzersdorf zu errichten und in der Südstadt wurde 1960 beginnend eine Wohnsiedlung errichtet. Dies war auch der Beginn des Fernheiznetzes Großraum Mödling, da dieses für die Versorgung der neuen Objekte aufgebaut wurde.
Im August 1960 wurde mit dem Bau eines Fernheizkraftwerkes in Mödling, Untere Bachgasse 6 begonnen, und ein Jahr später fertiggestellt. 1961 erfolgte die Inbetriebsetzung der Dampfturbine mit einer elektrischen Leistung von 2,98 MW. Damals wurde als Primärenergieträger Erdgas und schwefelarmes Heizöl für den Notbetrieb – eigener 8000 m3 Lagertank – eingesetzt. Im Jahre 2004 wurde die Dampfturbine außer Betrieb gesetzt, im darauffolgenden Jahr der Öltank abgebaut und auf diesem Platz mit dem Bau eines Biomasseheizkraftwerkes begonnen, welches 2006 in Betrieb ging.

## Technik des Biomasseheizkraftwerkes
Die Biomasse, ausschließlich Waldhackgut, wird von Lastkraftwagen und Traktoren zur Anlage angeliefert. Erst fahren diese über eine Brückenwaage und kippen hernach das Waldhackgut in einen Bunker ab. Von dort wird das Waldhackgut über Schubböden und Förderbänder in einen Bunkerraum transportiert, der eine Lagerkapazität von rund 5.000 SRM aufweist.
Nach Lagerung wird der Brennstoff zum Kessel – konstruiert von der österreichischen Bertsch – transportiert, der eine Brennstoffwärmeleistung von rund 28 MW hat und mit einem Trommeldruck von rund 63 bar(a) betrieben wird. Der Überhitzer erwärmt den Dampf auf rund 480 °C, bevor er der Turbine zugeführt wird. Um eine optimale Verbrennung zu gewährleisten wird die Verbrennungsluft mit Turbinenabdampf auf rund 200 °C vorgewärmt dem Kessel zugeführt, was gleichzeitig eine Verbesserung des Kessellaufwirkungsgrades bedeutet.
Das Herz des Heizkraftwerkes ist eine Dampfturbine der Firma Blohm + Voss (heute zu MAN Diesel & Turbo gehörend), gekoppelt mittels Getriebe an einen Generator der Firma Elin (Weiz) mit einer elektrischen Engpassleistung von 5 MW. Die elektrische Energie wird in einem Turbogenerator mit einer Spannung von 6,3 kV generiert und über einen Maschinentransformator auf 20 kV transformiert, um in das elektrische Mittelspannungsnetz der Wienenergie einzuspeisen.
Die Dampfturbine besitzt eine mengenmäßig geregelte Entnahme, mit der Dampf für das Mödlinger Dampfnetz entnommen werden kann, und ebenso eine druck- und mengenmäßig geregelte Entnahme, von der Dampf für die Fernwärmeversorgung des Mödlinger Netzes entnommen wird.
Die Abgasreinigung erfolgt durch einen Multizyklon und zusätzlich einen Elektrofilter.

## Energiewirtschaft
Das Biomasseheizkraftwerk ist als hocheffiziente Kraft-Wärme-Koppelungsanlage anerkannt, da die Primärenergieeinsparung bei der kombinierten Erzeugung von Strom und Wärme größer als 10 % ist.
| Art         | Installierte Leistung in MW | Mittlere Leistung in GWh/a | Bemerkung                    |
| ----------- | --------------------------- | -------------------------- | ---------------------------- |
| Waldhackgut | 28                          | 174                        | 263.000 SRM                  |
| Strom       | 5                           | 36                         | Bedarf von 10.000 Haushalten |
| Wärme       | 15                          | 72                         | Bedarf von 10.000 Haushalten |
| Dampf       | 3                           | 18                         | Für die Industrie            |

## Ökologie
Die CO2 Einsparung beträgt mehr als 45.000 t pro Jahr, die sich aus der Wärmeerzeugung für die Fernwärme und der Stromerzeugung aus Biomasse berechnet. Der Emissionsrückgang für die Wärmeerzeugung ist im Emissionshandelsregister dokumentiert. Die Anlage deckt den gesamten Fernwärmebedarf und fast die Hälfte des Mödlinger Strombedarfes. Damit wurden die CO2-Emissionen von Mödling mehr als halbiert.
Die lokale Wertschöpfung ist durch den Einsatz von Waldhackgut als Primärenergieträger hoch und es ist ein Gleichgewicht zwischen nachwachsenden Rohstoffen und dem Verbrauch gegeben. In Mödling leben etwa 1,3 % der niederösterreichischen Bevölkerung und das Biomasseheizkraftwerk benötigt etwa 1,3 % des niederösterreichischen Holzzuwachses, der nachhaltig entnommen werden kann, also unter Berücksichtigung des Biomassebedarfs für den Bodenschutz und der Wertholzgewinnung.